# Onze Lieve Vrouw in 't Zandkapel (Zandoerle)
De Kapel van Onze Lieve Vrouw in 't Zand is een kapel in Zandoerle in de gemeente Veldhoven in de Nederlandse provincie Noord-Brabant. De kapel is aan Maria gewijd en is een rijksmonument.

## Locatie en gemeente
De kapel ligt aan de oostzijde van de brink van het dorp. De kadastrale eigenaar van de kapel is de Roomsche Gemeente van Zandoerle. Kerkrechtelijk valt Zandoerle onder de Parochie Sint Jan de Doper Oerle, waardoor het parochiebestuur als wettelijke vertegenwoordiger kan optreden voor de katholieke gemeente van Zandoerle.

## Geschiedenis
In de 12e en 13e eeuw stond er op het plein in Zandoerle al een houten kerk. Deze eerste kerk werd omstreeks 1250 vervangen door een kapel. Na de reformatie, van 1672 tot 1798 was de kapel in gebruik als schuurkerk. Hier werden de Rooms Katholieke diensten gehouden.
De huidige kapel is in 1807 in gebruik genomen en werd omstreeks 1960 gerestaureerd.
Sinds 1817 is het gebruikelijk om in de kapel de rozenkrans te bidden.

## Opbouw
De kapel is een eenvoudig rechthoekig gebouwtje met topgevels onder een zadeldak. De buitenkant is gebosseerd gepleisterd. De binnenzijde heeft een vlakke houten zoldering tussen de trekbalken.